# Cibuluh (Bogor Utara)
Cibuluh is een bestuurslaag in het regentschap Kota Bogor van de provincie West-Java, Indonesië. Cibuluh telt 18.775 inwoners (volkstelling 2010).